# 아오야마 이키루
아오야마 이키루(일본어: 青山 生, 1996년 4월 11일~)는 일본의 축구 선수이다.

## 구단 경력
그는 2019년 일본 풋볼 리그의 테게바자로 미야자키에 입단했다. 2020년 일본 풋볼 리그 준우승으로 J3리그로 승격했다.